# Kuantan Sako
Kuantan Sako is een bestuurslaag in het regentschap Kuantan Singingi van de provincie Riau, Indonesië. Kuantan Sako telt 4769 inwoners (volkstelling 2010).